# 나다촌 (야마구치현)
나다촌(灘村)은 야마구치현 구가군에 설치되었던 촌이다. 현재의 이와쿠니시에 해당한다.

## 역사
- 1889년 4월 1일 - 정촌제 시행에 의해 구가군 나다촌이 성립하였다.
- 1940년 4월 1일 - 마리후정, 이와쿠니정, 가와시모촌, 아타고촌과 합병해 이와쿠니시가 성립, 동일 나다촌은 폐지되었다.

## 교통

### 철도
- 철도성
  - 야나이선 (현 산요본선)

## 참고문헌
- 角川日本地名大辞典 35 山口県